# Nephargynnis mccleeryi
Nephargynnis mccleeryi är en fjärilsart som beskrevs av Van Someren 1972. Nephargynnis mccleeryi ingår i släktet Nephargynnis och familjen praktfjärilar. Inga underarter finns listade i Catalogue of Life.